# Xã Golden City, Quận Barton, Missouri
Xã Golden City (tiếng Anh: Golden City Township) là một xã thuộc quận Barton, tiểu bang Missouri, Hoa Kỳ. Năm 2010, dân số của xã này là 1.097 người.